# Křešice (Olbramovice)
Křešice (Duits: Kreschitz of Kreschitz bei Olbramowitz) is een Tsjechische plaats in de gemeente Olbramovice, regio Midden-Bohemen, en maakt deel uit van het district Benešov. Het dorp ligt op 2 kilometer afstand van Olbramovice.
Křešice telt 107 inwoners (2021).

## Geografie
In het noordelijk deel van het kadastrale gebied ligt natuurmonument Slavkov (Duits: Slawkau). Verder is er een vijver in het dorp.

## Geschiedenis
De eerste schriftelijke vermelding van het dorp dateert van 1390. In de beginperiode behoorde Křešice tot Janovice. Een van de eigenaren kwam uit het nabijgelegen Kosova Hora.
In de jaren 1869–1890 was Křešice een gehucht binnen de gemeente Srbice in het voormalige district Sedlčany. Van 1900 tot 1930 was het een zelfstandige gemeente binnen dat district en van 1950 tot 1961 was het een gemeente in het voormalige district Votice. Tussen 1900 en 1950 hoorde ook Babice tot de gemeente. Sinds 1961 is Křešice ondergebracht bij de gemeente Olbramovice in het district Benešov.

## Verkeer en vervoer

### Autowegen
Er leidt een regionale weg naar het dorp.

### Spoorlijnen
Er is geen station in Křešice. Het dichtstbijzijnde station is in Olbramocive, op 1,5 kilometer afstand. Dat station ligt aan spoorlijn 220 van Praag naar Tábor en České Budějovice, en spoorlijn 223 naar Sedlčany.
Spoorlijn 220 is dubbelsporig en maakt deel uit van het Europese spoorsysteem. Tussen 2010 en 2013 werd de lijn grondig gemoderniseerd, waarbij sommige gedeelten verplaatst werden, om zo een minder bochtig tracé te creëren. Eind 2015/begin 2016 werd het oude tracé omgebouwd tot fietspad, om Votice, Olbramovice en Bystřice te verbinden.

### Buslijnen
Er is één bushalte in Křešice:
| Halte                | Lijn(en)    | Traject(en)                                             | Vervoerder(s)                          |
| -------------------- | ----------- | ------------------------------------------------------- | -------------------------------------- |
| Olbramovice, Křešice | 452 566 757 | Benešov - Mladá Vožice Vojkov - Votice Benešov - Votice | CŠAD Benešov CŠAD Benešov CŠAD Benešov |

## Bezienswaardigheden

### Voormalige burcht
In het dorp stond een burcht, waarvan de geringe overblijfselen vrij te bezichtigen zijn. De burcht werd voor het eerst genoemd in 1543, maar was toen al verlaten. Na 1578 werd ze hersteld (mogelijk bij de nog resterende eiken op een iets andere locatie), maar raakte al snel weer in verval en verdween in de loop der tijd.
In 1922 werden vijftien tegels uit de zestiende eeuw gevonden, die waarschijnlijk afkomstig waren van de kachel in de ridderzaal van de voormalige burcht. Op elk ervan was een reliëfdecoratie aangebracht. De tegels bevinden zich thans in een depot, maar drie ervan zijn tentoongesteld in het museum van het kasteel van Vlašim.

### Monumentale hoeve en graanschuur
Verder is er in het dorp een hoeve (huisnummer 27), die sinds 1958 tot monument is verklaard. Op een heuvel boven het dorp staat een goed bewaarde barokke graanschuur, die ooit ontstaan is vanuit een ouder renaissancegebouw. De graanschuur is echter niet beschermd als monument.

## Galerij

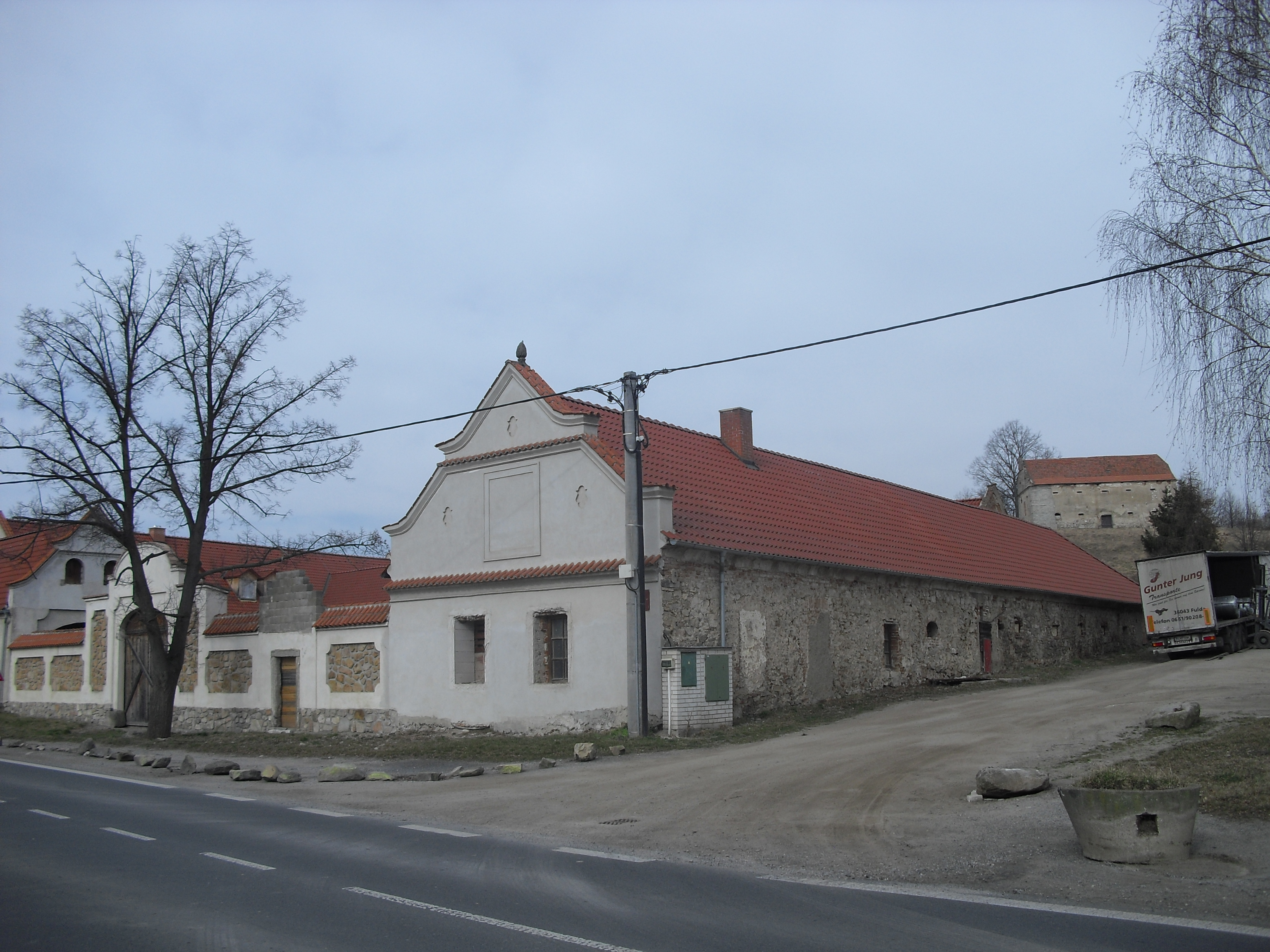
Monumentale hoeve (2014)
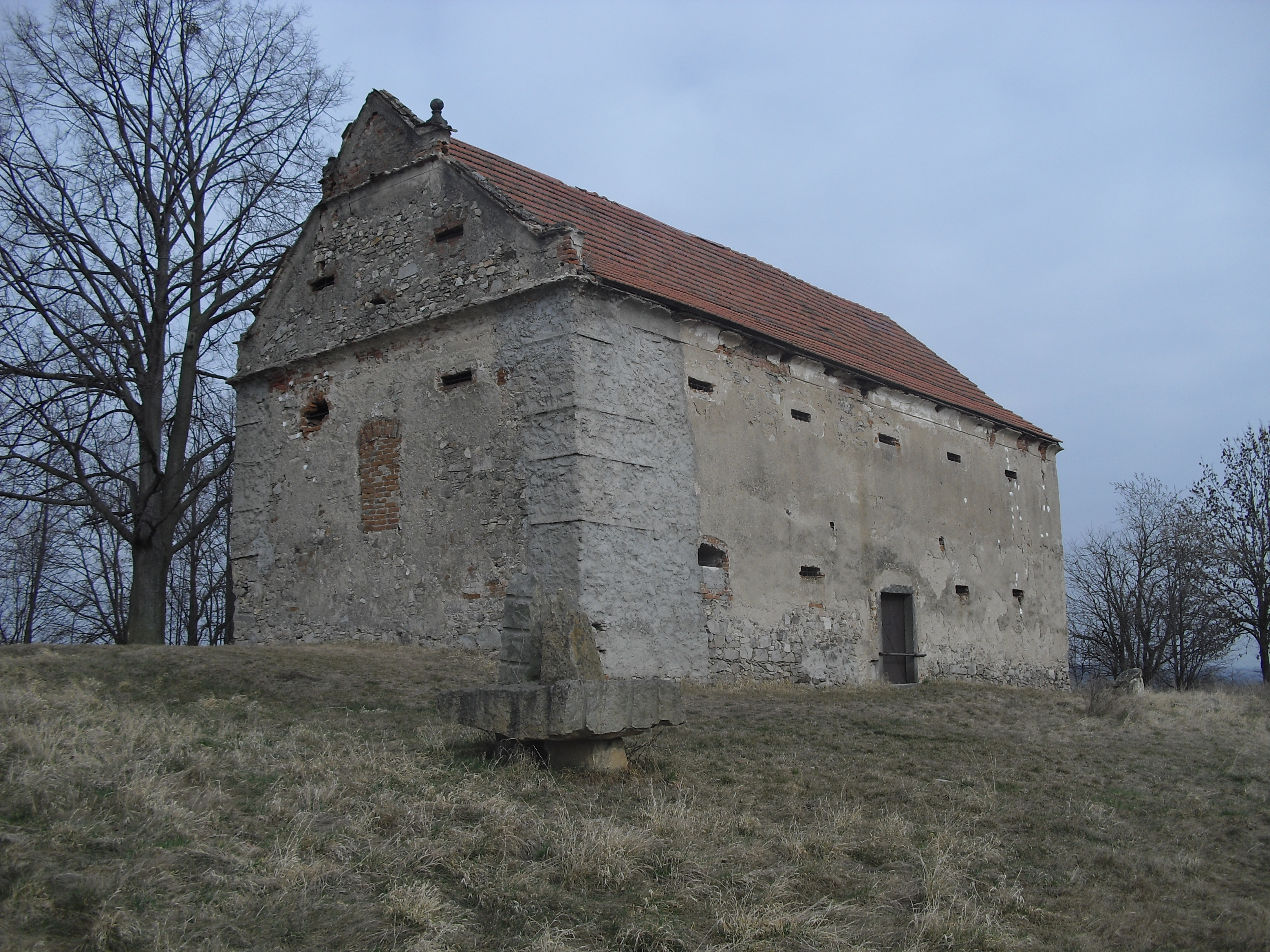
Graanschuur (2014)
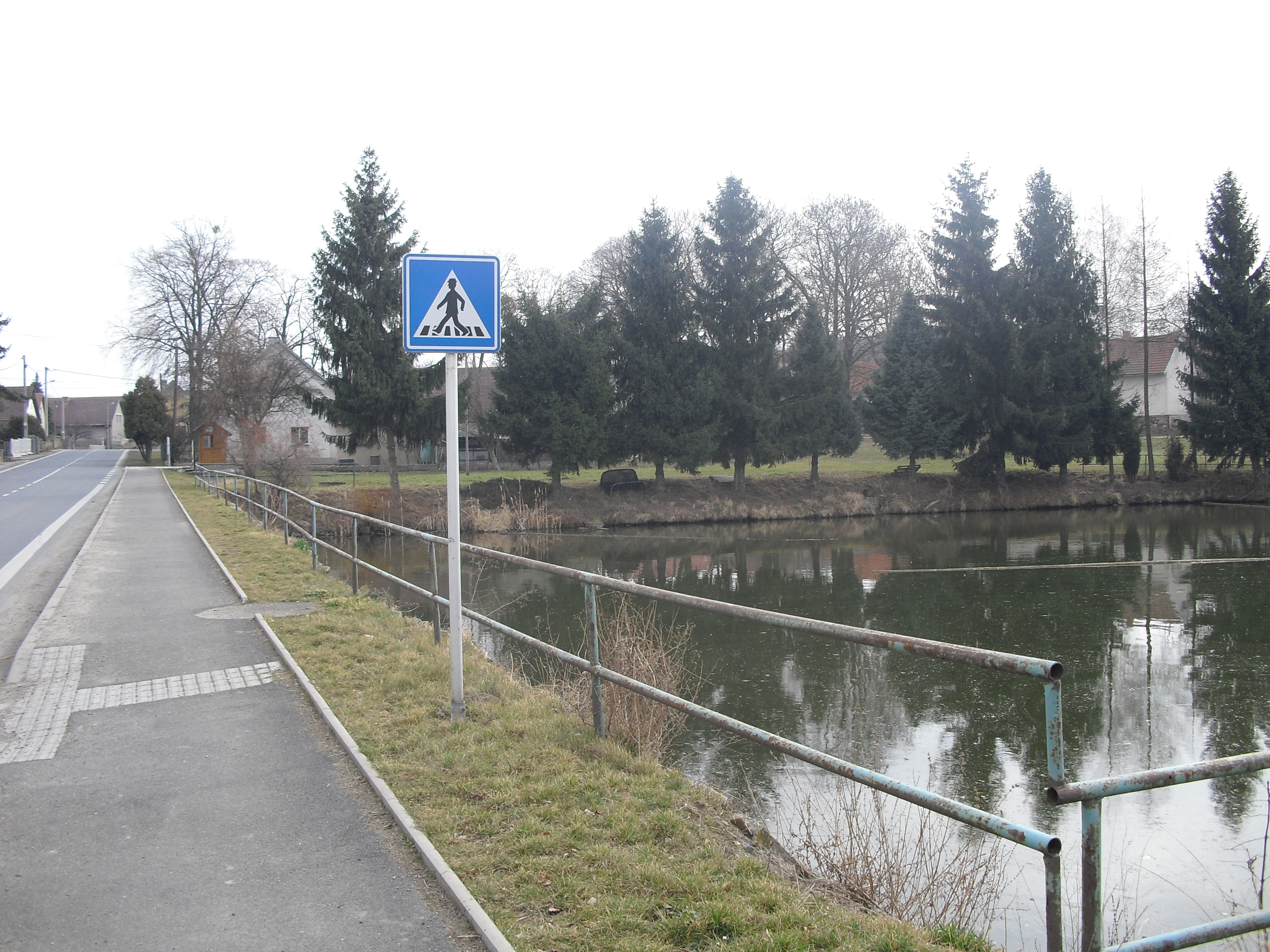
Dorpsvijver (2014)
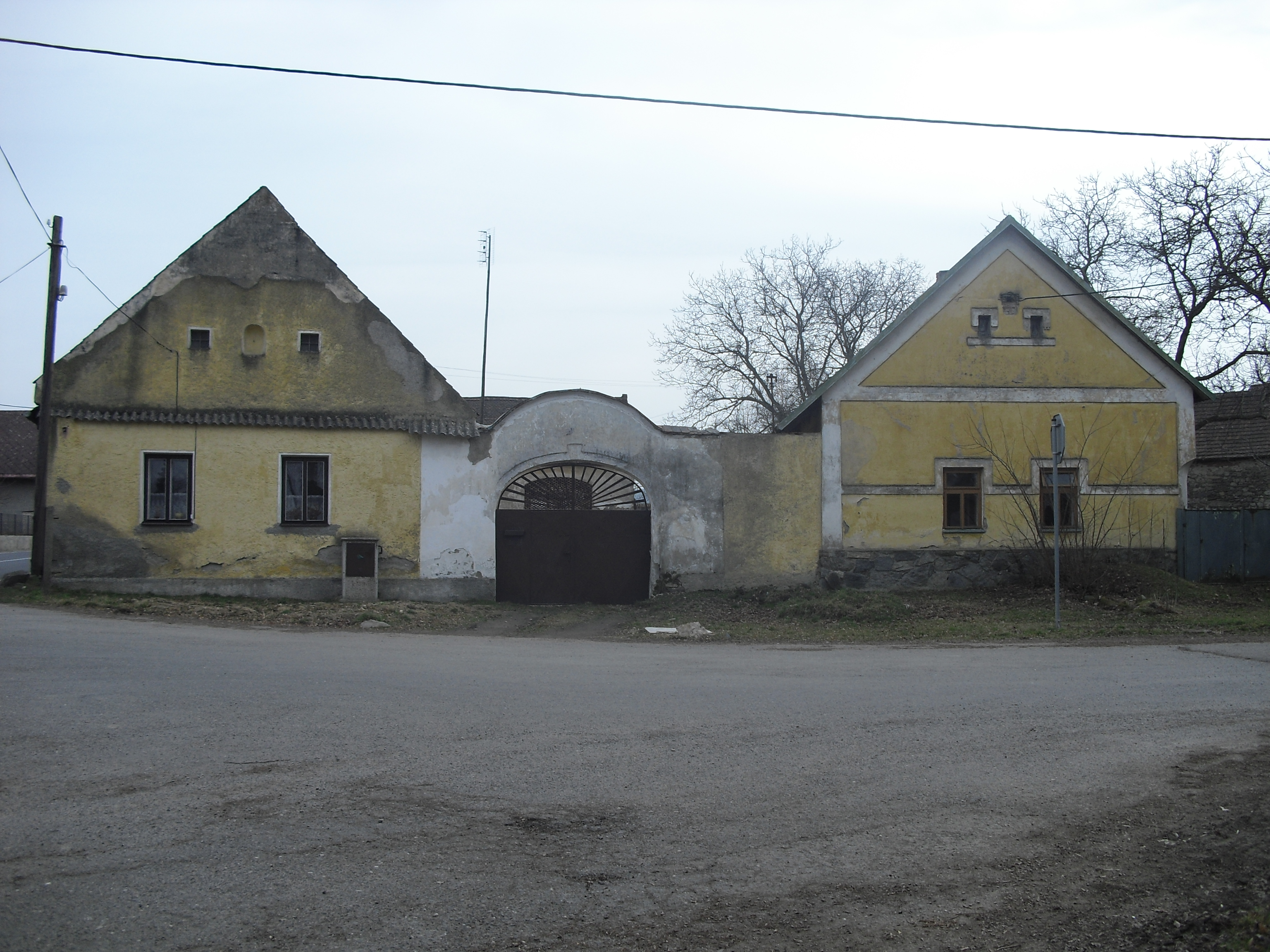
Andere hoeve (2014)